# Diacamma sericeiventre
Diacamma sericeiventre is een mierensoort uit de onderfamilie van de Ponerinae. De wetenschappelijke naam van de soort is voor het eerst geldig gepubliceerd in 1925 door Stitz.